# Teatr Miejski im. Witolda Gombrowicza w Gdyni
Teatr Miejski im. Witolda Gombrowicza w Gdyni – teatr dramatyczny w Gdyni imienia Witolda Gombrowicza przy ulicy Bema 26.
Dyrektorem naczelnym i artystycznym teatru jest Krzysztof Babicki.

## Parametry scen

### Duża scena
- Widownia: 280 miejsc
- Szerokość proscenium: 12,50 m
- Szerokość w oknie portalowym: 7,80 m
- Głębokość sceny: 13 m
- Wysokość sceny proscenium: 6,40 m
- Wysokość w oknie portalowym: 4,60 m
- Wysokość za oknem portalowym: 6,40 m

### Mała scena (na foyer)
- Widownia: 99 miejsc
- Szerokość: 9 m
- Głębokość: 3 m
- Wysokość sceny: 0,47 m
- Powierzchnia foyer teatru: 115 m²